# Majorantenkriterium
Das Majorantenkriterium ist ein mathematisches Konvergenzkriterium für unendliche Reihen. Die Grundidee ist, eine Reihe durch eine größere, so genannte Majorante, abzuschätzen, deren  Konvergenz bekannt ist. Umgekehrt kann mit einer Minorante die Divergenz nachgewiesen werden.

## Formulierung des Kriteriums
Sei eine unendliche Reihe
{\displaystyle S=\sum _{n=0}^{\infty }a_{n}}
mit reellen oder komplexen Summanden {\displaystyle a_{n}} gegeben. Gibt es nun eine konvergente unendliche Reihe
{\displaystyle T=\sum _{n=0}^{\infty }b_{n}}
mit nichtnegativen reellen Summanden {\displaystyle b_{n}} und gilt für fast alle {\displaystyle n}:
{\displaystyle |a_{n}|\leq b_{n},}
dann ist die Reihe {\displaystyle S} absolut konvergent. Man sagt, die Reihe {\displaystyle S} wird von {\displaystyle T} majorisiert oder {\displaystyle T} ist die Majorante von {\displaystyle S}.
Kehrt man diesen Schluss um, erhält man das Minorantenkriterium: Sind {\displaystyle S} und {\displaystyle T} Reihen mit nichtnegativen reellen Summanden {\displaystyle a_{n}} bzw. {\displaystyle b_{n}}, und gilt
{\displaystyle a_{n}\geq b_{n}}
für fast alle {\displaystyle n}, dann folgt: Ist {\displaystyle T} divergent, dann ist auch {\displaystyle S} divergent.

## Beweis
Konvergiert die Reihe {\displaystyle T=\sum _{\nu =0}^{\infty }b_{\nu }}, dann gibt es zu jedem {\displaystyle \varepsilon >0} ein {\displaystyle N\in \mathbb {N} }, so dass {\displaystyle \sum _{\nu =n}^{m}b_{\nu }<\varepsilon } für alle {\displaystyle m\geq n>N} gilt (Cauchykriterium).
Aus der Dreiecksungleichung und {\displaystyle |a_{\nu }|\leq b_{\nu }} folgt {\displaystyle {\Big |}\sum _{\nu =n}^{m}a_{\nu }{\Big |}\leq \sum _{\nu =n}^{m}|a_{\nu }|\leq \sum _{\nu =n}^{m}b_{\nu }<\varepsilon }. Daraus folgt die (absolute!) Konvergenz von {\displaystyle S=\sum _{\nu =0}^{\infty }a_{\nu }} nach dem Cauchykriterium.

## Beispiel
Die geometrische Reihe
{\displaystyle T=\sum _{n=0}^{\infty }{\frac {1}{2^{n}}}={\frac {1}{1}}+{\frac {1}{2}}+{\frac {1}{4}}+{\frac {1}{8}}+{\frac {1}{16}}+\dotsb }
ist konvergent. Wegen {\displaystyle {\frac {1}{2^{n}+1}}\leq {\frac {1}{2^{n}}}} konvergiert somit auch die Reihe
{\displaystyle S=\sum _{n=0}^{\infty }{\frac {1}{2^{n}+1}}={\frac {1}{2}}+{\frac {1}{3}}+{\frac {1}{5}}+{\frac {1}{9}}+{\frac {1}{17}}+\dotsb }.

## Anwendungen
Das Majorantenkriterium wird auch als allgemeinste Form eines Vergleichskriteriums 1. Art bezeichnet, alle weiteren ergeben sich durch das Einsetzen konkreter Reihen für {\displaystyle T=\sum _{n=0}^{\infty }b_{n}}. Am prominentesten sind dabei das Wurzelkriterium und das Quotientenkriterium, in welchen die geometrische Reihe als Vergleichsreihe gewählt wird.
Ebenfalls lässt sich aus dem Majoranten- bzw. Minorantenkriterium das Cauchysche Verdichtungskriterium herleiten, mit dem sich beispielsweise zeigen lässt, dass die allgemeine harmonische Reihe
{\displaystyle S_{n}=\sum _{k=1}^{n}{\frac {1}{k^{\alpha }}}}
konvergent für {\displaystyle \alpha >1} und divergent für {\displaystyle 0<\alpha \leq 1} ist.
Das Majorantenkriterium kann auf den Fall normierter Vektorräume ausgedehnt werden, es besagt dann, dass falls {\displaystyle \|a_{n}\|\leq b_{n}} für fast alle {\displaystyle n} gilt, die Partialsummenfolge von {\displaystyle S=\sum _{n=0}^{\infty }a_{n}} eine Cauchy-Folge ist. Ist der Raum vollständig, d. h. ein Banachraum, so konvergiert {\displaystyle S}, falls {\displaystyle T} konvergiert. Insbesondere folgt daraus der Fixpunktsatz von Banach, der in vielen konstruktiven Sätzen der Analysis benutzt wird.